# Pavetta phanerophlebia
Pavetta phanerophlebia är en måreväxtart som beskrevs av Elmer Drew Merrill. Pavetta phanerophlebia ingår i släktet Pavetta och familjen måreväxter. Inga underarter finns listade i Catalogue of Life.